# ライト・イット・アップ
『ライト・イット・アップ』(Light It Up)は英国の歌手ウィル・ヤングの9枚目のスタジオ・アルバム。BMGとファッシネイション・レコードから2024年8月9日に発売された。ウィルにとって『20 イヤーズ: ザ・グレイテスト・ヒッツ』以来のリリースであり、オリジナル曲で構成されたアルバムは2019年の『レキシコン』以来。

## 背景
先行シングル「フォーリング・ディープ」のリリースとともにアルバムの発売も発表された、その際アルバムについて「このアルバムが踊るため、泣くため、そして祝うためのポップ・アルバムになることを望んでいる。このアルバムではその3つをやり遂げたと思っている」とコメントしている。それと同時にアルバムをひっさげたツアーの開催も発表している。

## プロモーション
2024年8月12日、ウィルはリーズにあるワードローブでコンサートを開催し、このギグはヨークシャー・ポストのレビューで絶賛された。同月の14日にはITV1のお昼のトークショー『ルーズ・ウィメン』に出演し、アルバムについてトークを展開した。

## シングル
アルバムからの1枚目のシングル「フォーリング・ディープ」は2024年4月18日に発売され、サミュエル・デューク監督のミュージックビデオも同日に公開された。「フォーリング・ディープ」はUKシングル・ダウンロード・チャートで最高位62位で初登場した。
「ミッドナイト」はアルバムから2枚目のシングルとして6月7日に発売された。UKシングル・ダウンロード・チャートでは96位を記録。
アルバムからの3枚目のシングル「ライト・イット・アップ」は再びデューク監督によるミュージックビデオが制作され、7月5日に発売された。
アルバム発売と同日にはアルバム曲「ザ・ワースト」のミュージックビデオも公開された。

## チャート成績
イギリスではアルバム・ダウンロード・チャートで首位、アルバム・セールス・チャートでは2位、アルバム総合チャートでは5位を記録した。レコード・チャートのアルバム部門でも5位に初登場している。

## ツアー
2024年4月18日、同年秋からアルバムをひっさげたUKツアーを開催することを発表している。

## 収録曲
| #         | タイトル                  | 作詞・作曲                                                             | プロデューサー   | 時間  |
| --------- | ------------------------- | ---------------------------------------------------------------------- | ---------------- | ----- |
| 1.        | 「Falling Deep」          | Will Young Daniel Davidsen David Brook Fraser Churchill Peter Wallevik | PhD              | 3:08  |
| 2.        | 「Light It Up」           | Davidsen Peter Wallevik Tom King                                       | PhD              | 2:47  |
| 3.        | 「Feels Just Like a Win」 | Christian Braid Danny Burton Jean-Pierre Sutcliffe                     | Jim Eliot        | 4:03  |
| 4.        | 「Midnight」              | Young Eliot Mima                                                       | Eliot            | 3:23  |
| 5.        | 「Me Without You」        | Davidsen Wallevik Nick Bradley Raphaella Mazaheri-Asadi                | PhD              | 4:31  |
| 6.        | 「The Worst」             | Davidsen Wallevik Celine Svanbäck Sam Merrifield                       | PhD              | 2:58  |
| 7.        | 「No Man's Land」         | Davidsen Wallevik Molly Irvine Olivia Sebastianelli                    | PhD              | 3:02  |
| 8.        | 「Talk About It」         | Young Eliot Mima                                                       | Eliot            | 3:43  |
| 9.        | 「Everything But You」    | Young Andy Cato                                                        | Eliot            | 4:27  |
| 10.       | 「I Won't Let You Down」  | Jim Diamond Tom Hymas                                                  | Cato Theo Coecup | 3:44  |
| 合計時間: | 合計時間:                 | 合計時間:                                                              | 合計時間:        | 35:49 |

## チャート
| チャート (2024)             | 最高 順位 |
| --------------------------- | --------- |
| スコットランド (OCC)        | 3         |
| UK アルバムズ (OCC)         | 5         |
| UK Independent Albums (OCC) | 2         |